# عقد 1680
عقد 1680 هو عقد امتد بين 1 يناير 1680 و31 ديسمبر 1689 بحسب التقويم الميلادي. سبقه عقد 1670 ولحقه عقد 1690.

## أحداث
- معركة موهاج (1687)
- وثيقة حقوق 1689 (1689)
- معركة الجزائر (1683)
- مؤامرة راي هوس (1683)
- زلزال بيرو 1687 (1687)
- معركة فيينا (1683)
- معاهدة باخشيساراي (1681)

## مواليد
- روجر آدامز (1681)
- بارتولد هاينريش بروكس (1680)

## وفيات
- الفيض الكاشاني (1680)
- توكوغاوا إيتسونا (1680)
- بر براهي (1680)
- الإمبراطور غوميزونو (1680)
- شيفاجي (1680)
- يان زفامردام (1680)
- توماس بلد (1680)
- صموئيل باتلر (1680)
- ناثان غزة (1680)
- يوهان غيورغ الثاني، ناخب ساكسونيا (1680)
- نيكولا فوكيه (1680)

## كتب
- Yves Denis Papin (1998). Chronologie de l'histoire ancienne. Lieu de publication non identifié: Éditions Jean-paul Gisserot. ISBN:2-87747-346-5. OCLC:40746926. مؤرشف من الأصل في 2022-03-16.
- موسوعة حضارة العالم (2002) لأحمد محمد عوف.

## روابط خارجية
- تصفح سنة بسنة عقد 1680 على موقع onthisday.com
- تصفح سنة بسنة عقد 1680 ابتداءً من سنة عقد 1680 على موقع المكتبة الوطنية الفرنسية